# Pyromancie
 (novembre 2017).
Si vous disposez d'ouvrages ou d'articles de référence ou si vous connaissez des sites web de qualité traitant du thème abordé ici, merci de compléter l'article en donnant les références utiles à sa vérifiabilité et en les liant à la section « Notes et références ».
La pyromancie est une pratique divinatoire qui s'appuie sur l'aspect des flammes du feu. Le phénomène peut être comparé à la pyrokinésie. L'empyromancie ou pyromancie a été inventée par les Grecs à Amphiaraos, site oraculaire en Orient très connu depuis l'époque mycénienne, où le feu était symbole de divinité. On repère deux types de pratiques distinctes :
- L'empyromancie, divination officielle, qui se rapporte aux signes donnés par les matières jetées dans le feu.
- La pyromancie, qui se base sur l'aspect de la flamme.

Ces deux divinations sont présentes à Delphes grâce aux Pyrkaoi, issues du devin Pyrkon, fils de Poséidon.

## Étymologie
Le mot pyromancie vient du grec μαντεία [manteia] et [Pyro] qui signifie « feu ».

## Description
- Si vous ne connaissez pas le sujet, laissez ce bandeau (vous pouvez alors contacter les auteurs).
- Si vous supprimez le contenu mis en cause (vous pouvez préalablement contacter les auteurs),

argumentez précisément cette suppression dans la page de discussion
(un manque de référence n'est pas un argument ; une recherche réelle de référence doit avoir été effectuée, être formellement documentée).
On regardait les flammes pour juger de leur forme et de leur taille ainsi que leurs mouvements, selon qu'elles se rapprochaient ou s'éloignaient de la personne effectuant la combustion. On observait également la couleur, le grésillement, les variations de forme ainsi que l'éclat du feu ou la direction et l'épaisseur de la fumée.
Pour que l'acte divinatoire soit effectif, il fallait que la cuisse d'une victime graissée et disposée sur des charbons ardents flambe sans problème. Mais si le membre ne s'enflammait pas, il fallait s'attendre à un échec.
La même expérience pouvait être menée sur une vessie encore pleine, fermée à l'aide d'un cordon de laine. On observait ainsi le comportement du liquide qu'elle rejetait, en s'ouvrant au contact du feu. 

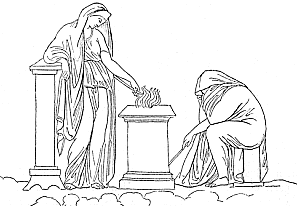
Scène de pyromancie.

Il existe différents procédés qu'utilisaient les Romains pour pratiquer la pyromancie. L'une d'elles, apparue en Grèce, consiste à immoler une brebis après avoir posé la question à laquelle le sacrifice doit apporter une réponse. Il suffisait de prendre une omoplate et de la faire griller sur des braises. Si l'arête demeurait en bon état, c'est-à-dire blanche et intacte, les devins l'interprétaient comme un signe de vie, mais si elle se boursouflait, alors le présage était néfaste. L'omoplate pouvait apporter un avertissement de guerre quand les côtés rougissaient et noircissaient. Au contraire, s'ils étaient blancs, ils manifestaient un présage de paix. Les questions devaient correspondre aux réponses que l'observation de l'omoplate pouvait apporter. 
Il existe des variantes de ce procédé : on pouvait par exemple immoler un cheval en l'honneur de Poséidon, ou faire de même en offrant un bouc à Bacchus.
Une autre des techniques élaborées consistait à faire brûler un foie. Il fallait ensuite regarder comment il se comportait au contact de la flamme, et quelle était la direction que prenait le fiel de la vésicule.
On pouvait aussi mettre un œuf sur le feu pour observer si celui-ci suait par le haut ou par le côté. Si  l’œuf éclatait et coulait, alors il signifiait un péril pour l'officiant. 
D'autres pratiques pyromantiques existent, mais nous avons retenu ici les exemples les plus courants.